# SN 2007ed
SN 2007ed – supernowa typu II odkryta 26 maja 2007 roku w galaktyce A153452+0700. W momencie odkrycia miała maksymalną jasność 19,70m.